# Gwiazdy zmienne typu Beta Cephei
Gwiazdy typu Beta Cephei – gwiazdy zmienne pulsujące należące do typów widmowych od późnych O do B. Ich prototypem jest Beta Cephei z gwiazdozbioru Cefeusza.
Gwiazdy typu Beta Cephei zmieniają swą jasność sinusoidalnie, a wahania ich jasności dochodzą do 0,2m, w okresie pomiędzy 3 a 6 godzinami. Wszystkie obiekty tego typu mieszczą się w przedziale typów widmowych od O8 do B6, przy czym większość z nich to gwiazdy od B0 do B2. Ich klasy jasności zawierają się w przedziale od I do IV, zatem przedstawicielki tych gwiazd są w większości błękitnymi podolbrzymami i olbrzymami.
Większość gwiazd zmiennych tego typu pulsuje radialnie, tzn. zwiększają i zmniejszają one swoje rozmiary. Niekiedy przedstawicielki takich gwiazd wykazują również pulsacje nieradialne, tzn. na ich powierzchniach tworzą się ogromne fale, które przemieszczają się, obiegając gwiazdę.
Ze względu na małe amplitudy zmian jasności gwiazdy te są trudne do zidentyfikowania. Najlepiej szukać ich w asocjacjach OB, które tworzą głównie gwiazdy typów widmowych O i B.
Podgrupą gwiazd zmiennych typu Beta Cephei są gwiazdy zmienne typu Beta Canis Majoris.